# Distretto di Chahbounia
Il distretto di Chahbounia è un distretto della Provincia di Médéa, in Algeria.

## Comuni
Il distretto di Chahbounia comprende 3 comuni:
- Chahbounia
- Boughezoul
- Bou Aiche